# Denis Lemieux (avocat)
Denis Lemieux est un avocat et professeur québécois né le 6 avril 1945 et décédé le 13 décembre 2018. Il s'est distingué notamment par son activité dans le domaine du droit administratif.

## Honneurs
- 2018 : Professeur émérite de l'Université Laval[2]
- 2014 : Mérite du Barreau du Québec[3]
- 2014 : Avocat émérite du Barreau du Québec[4]
- 1987 : Médaille de l’Université Montpellier I[1]
- 1979 : Honorary Research Fellow de l’Université de Birmingham[1]